# Isar-Werkkanal

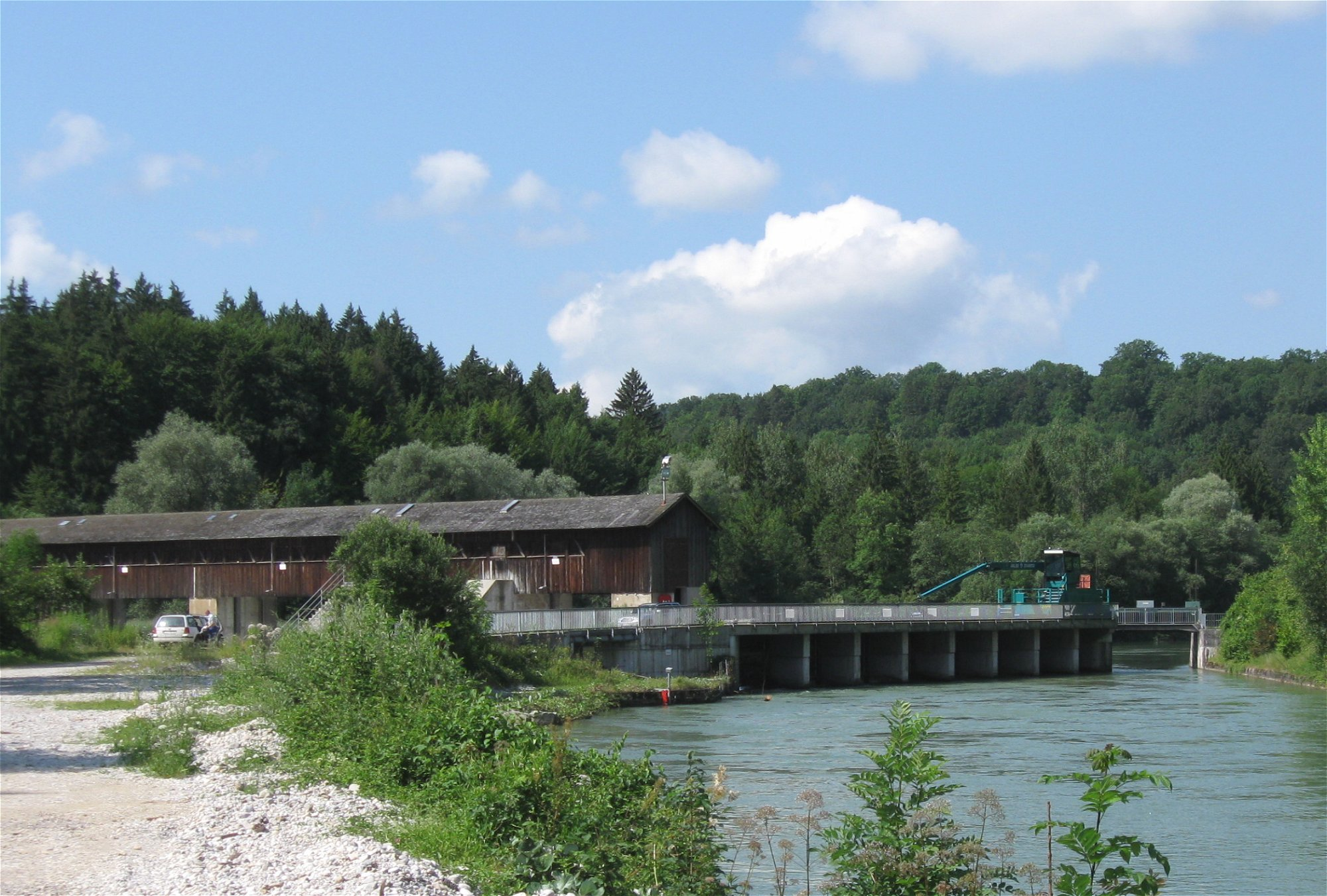
Système de déversoir près de la centrale hydroélectrique Höllriegelskreuth

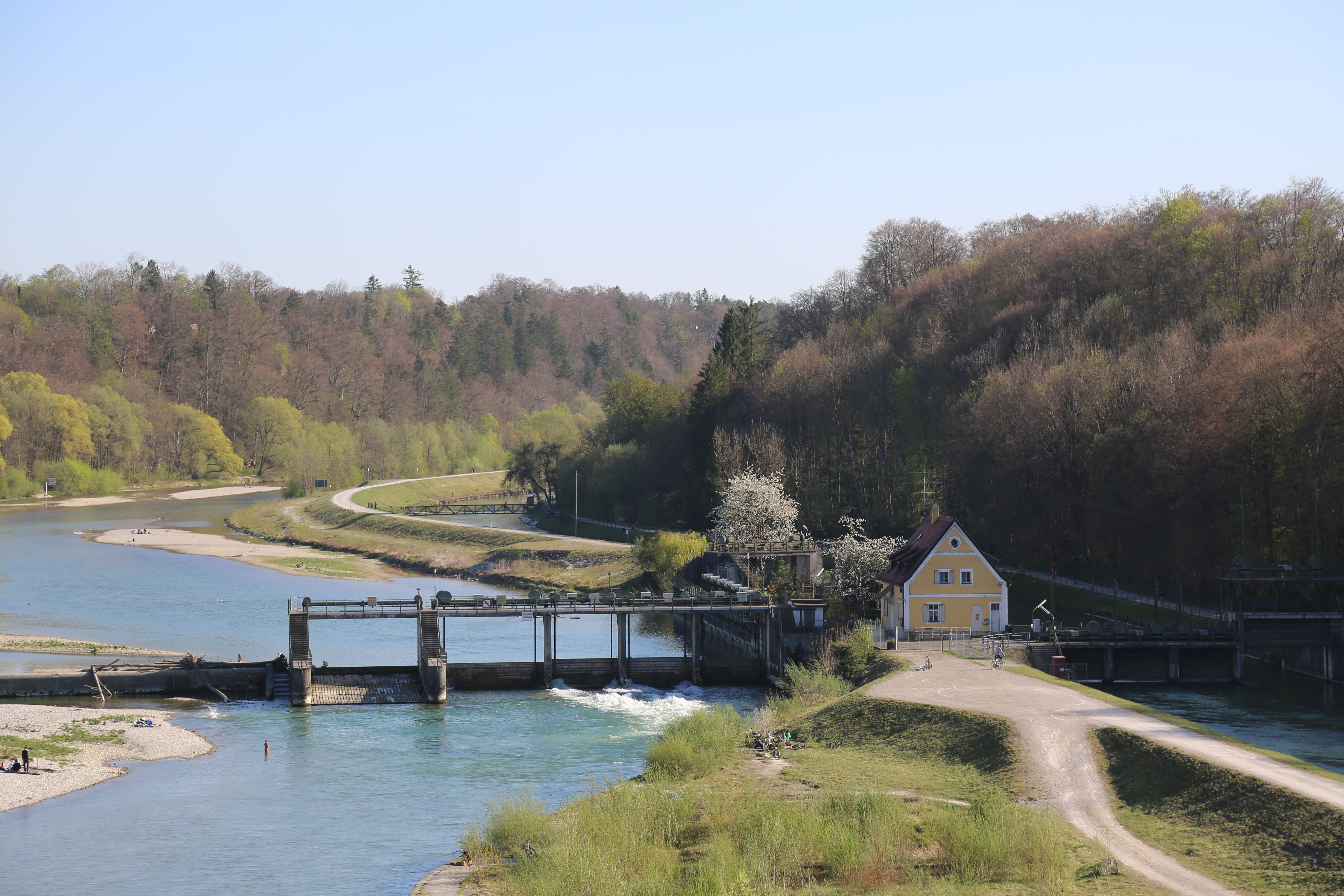
Isar - Werkkanal et le système de déversoir près du pont Großhesselohe

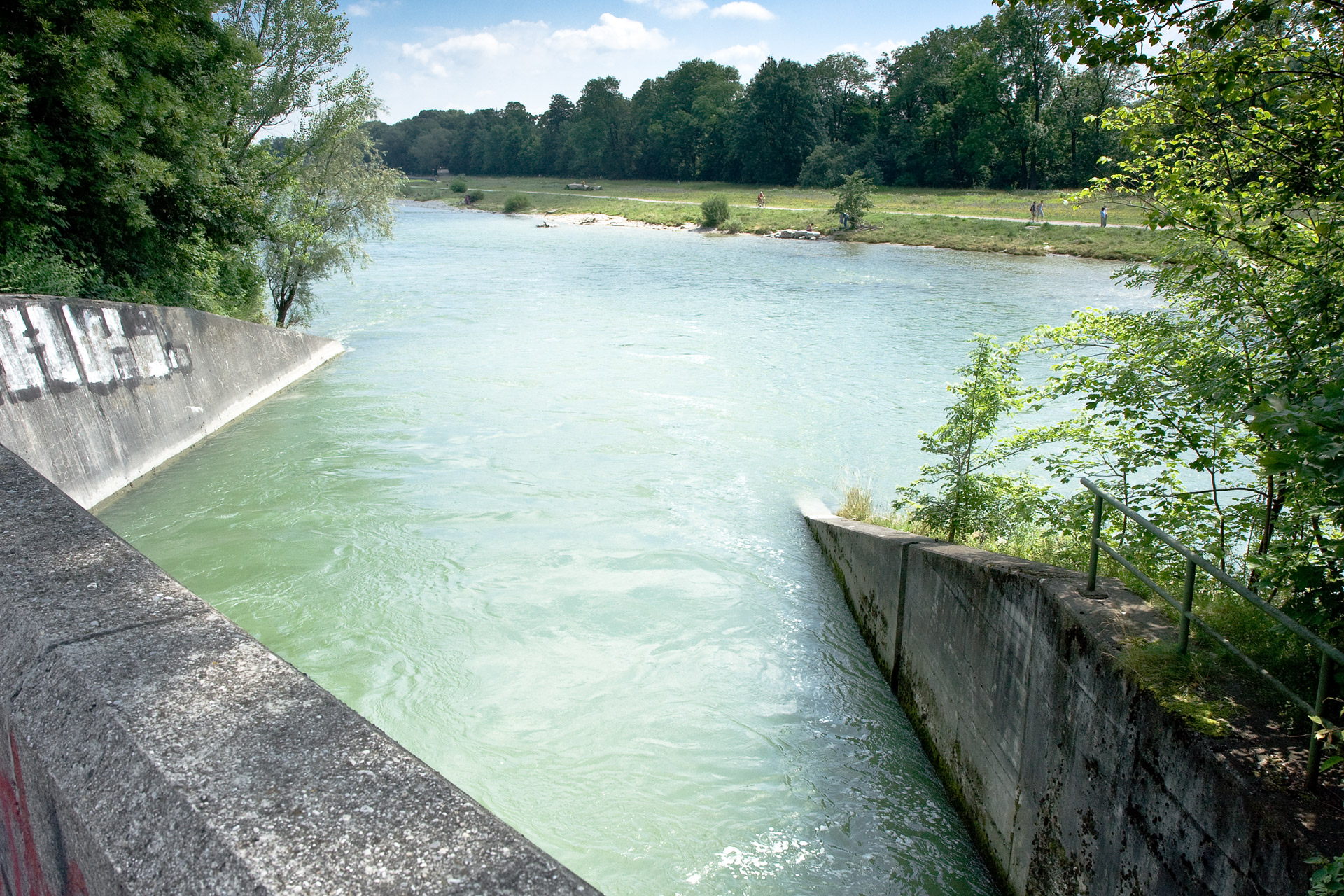
Jetée dans l'Isar à Isarwerk 3

L'Isar-Werkkanal est un canal latéral de l'Isar situé dans la ville de Munich. Il suit l'Isar vers l'ouest sur une longueur d'environ 12 km, peut absorber jusqu'à 70 m³/s et est principalement utilisé pour la production d'électricité.

## Histoire
Vers la fin du 19e siècle, le privé Isarwerke construit deux centrales hydroélectriques au sud de Munich sur l'Isar : la centrale hydroélectrique de Höllriegelskreuth en 1894 et la centrale hydroélectrique de Pullach en 1900. Pour faire fonctionner ces centrales, une partie de l'eau de l'Isar était détournée dans un canal de travaux près de Buchenhain. Peu au-dessus du pont Großhesseloher, ce canal reflue dans l'Isar. Parallèlement à la construction de l'Isar-Werkkanal, l'Isar a été régulé dans ce tronçon.
Lorsque la ville de Munich a construit la centrale hydroélectrique Isarwerk 1, la première centrale hydroélectrique urbaine sur l'Isar, en 1906-1908, l'Isar-Werkkanal a été prolongé jusqu'au pont de Thalkirchner et réaccordé dans l'Isar à partir de là. Le Flosskanal, qui avait auparavant bifurqué de l'Isar, était maintenant alimenté par l'Isar - Werkkanal et refluait également dans l'Isar au niveau du pont de Thalkirchner. Les plans de cette expansion ont conduit à la fondation de l'Association de la vallée de l'Isar en 1902, qui a fait campagne pour la préservation du paysage fluvial naturel. Même si cela n'a pas empêché la construction du canal, son tracé a été corrigé et, une fois les travaux de construction terminés, le paysage fluvial a été remis en culture. Le directeur des jardins municipaux de l'époque, Jakob Heiler, fit aménager une forêt alluviale aux allures de parc ainsi que le lac Hinterbrühl.
Pour la construction des deux centrales hydroélectriques Isarwerk 2 et Isarwerk 3 de 1921 à 1923, le canal est à nouveau prolongé.
Une rénovation complète du déversoir Großhesseloher est prévue pour 2022. De nouvelles vannes d'écluse devraient mieux résister aux épaves et un escalier moins raide devrait faciliter la migration des poissons.

## Autre utilisation
Sur une section du canal, les radeaux fonctionnent comme une attraction de loisirs, venant de Wolfratshausen vers les Floßlände. Ceci est atteint par le Flosskanal, qui bifurque du canal au-dessus d'Isarwerk 1. Juste en dessous du pont de Thalkirchner, la Maria-Einsiedel-Bach, qui est alimentée par le trop-plein des débarcadères, reflue dans l'Isar-Werkkanal. Le canal sert également à alimenter en eau de refroidissement la centrale thermique située au sud et appartenant à Stadtwerke München.